# Parastrapoteri
Els parastrapoteris (Parastrapotherium) són un gènere extint de mamífers astrapoteris de la família dels astrapotèrids que visqueren a Sud-amèrica des de l'Eocè mitjà fins al Miocè inferior, fa entre 17,5 i 47,8 milions d'anys. Se n'han trobat restes fòssils a l'Argentina i Xile. Algunes espècies d'aquest grup eren els astrapoteris més grossos que es coneixen i superaven fins i tot el granastrapoteri. Tenien ullals que haurien recordat els dels elefants i una trompa curta. El nom genèric Parastrapotherium significa ‘prop de l'astrapoteri’.